# Вади, Вольдемар Мадисович
Вольдемар Мадисович Вади (эст. Voldemar Vadi, 25 февраля 1891, Коорасте, Лифляндская губерния — 5 ноября 1951, Тарту) — эстонский советский учёный в области медицины. Член-корреспондент АМН СССР (1945), академик АН Эстонской ССР (1946).

## Биография
Окончил медицинский факультет Тартуского университета (1918).
В 1924 году защитил докторскую диссертацию о влиянии иона йода на тиреоидэктомированных животных. С 1925 года — доцент кафедры госпитальной терапии Тартуского университета и директор терапевтической клиники; с 1934 года — ординарный профессор кафедры патологии, диагностики и терапии, в 1944 году возглавил кафедру факультетской терапии и одновременно медицинский факультет Тартуского университета.
В 1946 году избран действительным членом Академии наук Эстонской ССР (первый состав).

## Научные интересы
Вопросы экспериментального исследования обмена веществ, фармакологии йода, клиники туберкулеза, ревматизма, язвенной болезни, бальнеологии (в частности, вёл исследования физико-химических свойств лечебных грязей в Эстонии). Установил непосредственное влияние йода на кроветворение, а не только через щитовидную железу. ,
Доказал усиление диуреза молочной диетой Карелля не путем непосредственного воздействия на почки, а экстраренально (то есть опосредовано).
Создал научную школу.